# 高安晃
高安晃（日语：／ Takayasu Akira，1990年2月28日—），日本茨城縣土浦市出身的現役大相撲力士，日菲混血兒。他身高186cm、體重180kg、血型A型。他所屬的相撲部屋為鳴戶部屋(現為田子之浦部屋)，他也是橫綱稀勢之里寬的師弟。
他在2005年3月開始專業相撲生涯，在2011年7月到達幕內級別，他是第一個出生於平成時代的力士做到此點。他的最高位置是大關。他曾在2013年1月場所的季賽中獲得亞軍，獲得九項特別獎：四項為敢鬥賞，三項為殊勲賞，另外兩項為技能賞。他贏得了五枚擊敗橫綱的金星章。
在2017年1月至5月場所三場比賽中獲得34次勝利後，他於2017年5月31日正式晉升為大關。
在2017年9月秋場所第二天因在與蒙古力士玉鷲一朗的比賽中受傷被逼休場。